# 후아판주
후아판주(라오어: ຫົວພັນ 후아판)는 라오스 동부에 위치한 주로, 주도는 삼느아이며 면적은 16,500km2, 인구는 310,976명(2020년 기준), 인구밀도는 19명/km2이다. 북쪽, 동쪽, 남동쪽으로는 베트남과 국경을 접하며 남쪽, 남서쪽으로는 시앙쾅주, 서쪽으로는 루앙프라방주와 접한다.

## 역사
혁명의 아버지로 평가받는 까이손 폼위한 대통령이 후아판도의 동굴에 비밀 기지를 만들고 전략을 짰던 곳으로 알려져 있다.

## 지리
베트남 북부와 인접한 지역이지만, 험한 산지 지역이기 때문에 외국인이 육로로 통행하는 경우는 많지 않다.

## 행정 구역
다음과 같은 무앙으로 구성되어 있다.
| 지도 | 코드       | 이름       | 라오어 |
| ---- | ---------- | ---------- | ------ |
|      |            |            |        |
| 7-01 | 삼느아군   | ເມືອງຊຳເໜືອ  |        |
| 7-02 | 시앙코군   | ເມືອງຊຽງຄໍ້   |        |
| 7-03 | 위앙통군   | ເມືອງວຽງທອງ |        |
| 7-04 | 위앙사이군 | ເມືອງວຽງໄຊ  |        |
| 7-05 | 후아므앙군 | ເມືອງຫົວເມືອງ |        |
| 7-06 | 삼따이군   | ເມືອງຊຳໃຕ້   |        |
| 7-07 | 솝바오군   | ເມືອງສົບເບົາ  |        |
| 7-08 | 엣군       | ເມືອງແອດ    |        |

## 산업
견직물의 산지로 유명하다.
1. ↑  “Sub-national HDI - Area Database - Global Data Lab”. 《hdi.globaldatalab.org》 (영어). 2025년 2월 7일에 확인함.